# Benichab
Benichab, arabisch بنشاب, DMG Banišāb, ist eine städtische Gemeinde in der Verwaltungsregion Inchiri im zentralen Westen des westafrikanischen Staats Mauretanien.

## Geographische Lage
Der Hauptort der Gemeinde liegt 155 Kilometer nordnordöstlich von Nouakchott auf etwa 43 Meter Meereshöhe. Das Gemeindegebiet hatte beim Zensus 2023 eine Fläche von 13.873 km². Es ist Teil eines ausgedehnten wüstenhaften Tieflands in der westlichen Sahara, das von in Nordost-Südwest-Richtung parallel angeordneten langgezogenen Sanddünenfeldern geprägt ist, die bei rund 300 Kilometer Länge vielfach vier Kilometer breit sind und dazwischen Platz für einige Talzüge lassen, in den Oasen zu finden sind. In solchen Niederungen, 100 Kilometer vom Atlantik entfernt, ist die Oase Benichab gelegen. Elf Kilometer westlich des Hauptortes wird aus 90 Meter Tiefe Fossiles Wasser gefördert (19° 24′ 23,4″ N, 15° 29′ 53,4″ W), mit dem auch die etwa 110 Kilometer nordöstlich gelegene Nachbarstadt Akjoujt versorgt wird und das in Flaschen vermarktet wird.

## Bevölkerung
Die Bevölkerungszahl der Gemeinde hat in den Jahren von 2000 bis 2023 von 3596 auf 9244 Einwohner zugenommen. Der Hauptort selbst hat 1742 Einwohner (2023).

## Verkehr
Der Hauptort liegt an einer gut ausgebauten asphaltierten Straße, die in einer Entfernung von 100 bis 180 Kilometer nördlich der Hauptstadt Nouakchott die Nationalstraßen N1 und N2 mit einem Bogen verbindet.
Benichab war Etappenort des Africa Eco Race 2025.